# Színlelt szerződés
A színlelt szerződés a polgári jogban akarathibával létrejött, semmis szerződést jelent. Ez akkor fordul elő, amikor a szerződést kötő felek úgy járnak el, mintha szerződést kötöttek volna, azonban a szándékuk valójában más joghatás kiváltására irányult.
Kétoldalú színlelt szerződés esete akkor forog fenn, amikor a felek egymás iránt tett nyilatkozataik, akaratkijelentéseik színlelt voltát kölcsönösen ismerik. Az így létrejött szerződés színlelt szerződés. Ennél a felek a szerződésen kívül álló harmadik személyek elámítását, megtévesztését veszik célba. pl. az adós, hogy hitelezőit megkárosítsa, vagyonát színleg másra ruházza át.
Ha a megkötött szerződés egy másik szerződést leplez, akkor a szerződést a leplezett szerződés alapján kell megítélni.